# تحكم قوي

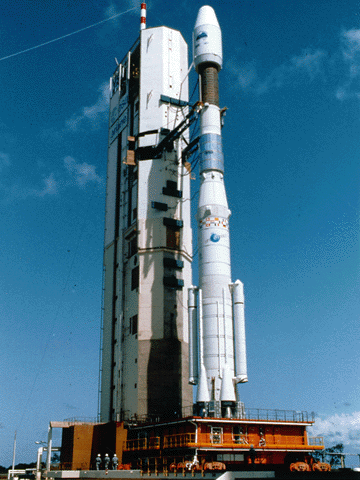

التحكم القوي أو المتحمل للتشويش Robust Control فرع من فروع علم الضبط وتطويع النظم يعالج مشكلة بناء متحكمات وطرائق تحكم متحملة للتشويش. فماذا يعني ذلك عادة ما تبنى المتحكمات على أساس نموذج عن النظام الذي نريد التحكم فيه. حيث يتم دراسة ديناميكية هذا النموذج وتطوير متحكمات فيه أو حتى يتم إدماج هذه النماذج في المتحكمات في بعض طرق التحكم. في علم الضبط الكلاسيكي نسلم بأن النموذج الذي إعتمدناه مطابق للواقع أي للنظام الحقيقي الفيزيائي إلا أن ذلك ليس صحيحا فالنموذج عن النظام الحقيقي فيه دائما تبسيط وعدم مراعات لخاصيات فيزيائية قد تكون لا تهمنا. ذلك ليس عيبا ولنأخذ على ذلك مثالا مبالغا فيه بعض الشيء حيث أننا لسنا بحاجة لمعرفة ديناميكية سفينة مثلا إذا وقع رميها في السماء حيث أنها أصلا غير مصممة لذلك ومن المستبعد أن تمر بحالة مماثلة. كذلك أحيانا نكون غير قادرين على النمذجة بدقة ونتغاضى عن بعض الحقائق الموجودة على أرض الواقع كتأثير حرارة الريح بسرعة السيارة مثلا. الإشكال أنه عندما نستعمل نماذج مبسطة عن النظم في تطوير المتحكمات فإننا ننتج متحكما قد لا يستطيع التعامل مع النظام الحقيقي وتحقيق الأهداف المرجوة منه أي متحكم نظري أي أنه نظريا قادر على التحكم في النظام لكن الحقيقة غير ذلك. التحكم القوي هنا يدرس كيفية إيجاد طرائق تصميم متحكمات تكون قادرة أن تضمن لنا أن النظام يأتي بالنتائج المرجوة حتى لو كانت نمذجة النظام سيئة. من أهم هذه النتائج التي نريد أن نصل إليها هي مثل استقرار النظام والتوصل إلى متحكم ذو فعالية جيدة كعدم بقاء خطئ بين الهدف والمخرج حتى في الحالات التي هناك فرق بين النموذج والنظام الفزيائي.
عادة ما يسمى النموذج عن النظام الفزيائي في هذا الإطار نظام اسمي nominal system. كما تسمى خاصيات هذا النظام مثلا استقرار اسمي nominal stability وفاعلية إسمية nominal performance. في المقابل إذا كانت الخاصية قوية أي باقية تحت اختلافات بسيطة في النموذج فإنها مثلا تسمى استقرار قوي robust stability أو فعالية قوية robust performance.
توجد العديد من طرق تصميم المتحكمات تؤدي إلى متحكم قوي مثل:
- طريقة مصفوفة نايكست
- طريقة مصفوفة نايكست المقلوبة
- طريقة المتحكم خطي تربيعي
- طريقة تحكم إيتش لا نهاية
- طريقة تحكم ميو
- طريقة تحكم إيتش 1

فكرة المتحكمات الثلاث الأخيرة هي العمل على تصميم أو تصغير دوال تحويل المداخل إلى المخارج وهي تعتمد كثيرا على مبرهنة التقوية الصغيرة
حققت دراسات التحكم القوي بالنسبة للأنظمة الخطية تقدما كبيرا على عكس التحكم القوي اللاخطي. وهذه هي أحد الأسباب (بالإضافة إلى صعوبة التعامل مع الأنظمة اللاخطية) التي تجعل الكثيرين يقومون بتخطيط نظام لا خطي ومراعات اللاخطية في شكل عدم دقة في النظام الخطي يتم التعامل معها بطرق التحكم القوي الخطي.
يقوم علم التحكم القوي الخطي على تعريف نوعين من عدم الدقة uncertainties في النماذج. عدم دقة لا بنوي وعدم دقة بنوي.
عدم الدقة اللابنوية هو عبارة عن نظام ديناميكي يضاف للنموذج معروف عنه تقويته فقط وليس بنيته. أما عدم الدقة البنيوية فيمكن أن تكون مثلا عدم دقة في معامل معين في النموذج.
يتم معالجة النظام لجعله في شكل ما يسمى {\displaystyle M-\Delta } أو في أحيان أخرى {\displaystyle P-\Delta }
```
ثم يتم تطبيق بعض القواعد على هذا النظام معظمها تعمل على دراسة دالة تحويل أم أو بي واشتراط كون تقويتها ضعيفة.
```

## وصلات خارجية
- كتاب عن التحكم القوي